# Lou Bogaert
Lou Bogaert (Villeneuve-d'Ascq, 25 juni 2004) is een voetbalspeelster uit Frankrijk. Ze speelt als verdediger voor Paris FC in de Division 1 Féminine.

## Clubcarrière
Bogaert speelde in de jeugd voor US Lesquin en Wasquehal Football voordat ze in 2017 overstapte naar de jeugdopleiding van LOSC Lille. In 2021 maakte ze haar debuut in de Division 1. Op 13 maart 2022 wist Bogaert haar eerste doelpunt te maken in een wedstrijd tegen FC Nantes.
In de winter van 2023 maakte Bogaert de overstap naar Paris FC. Ze maakte haar debuut op 21 januari 2021 in de uitwedstrijd tegen Le Havre AC. In het seizoen 2023-2024 mocht Bogaert kwalificaties spelen voor de Champions League. Nadat Arsenal na penalty's werd verslagen, moest Paris FC een tweeluik spelen tegen VfL Wolfsburg. Mede door een assist van Bogaert op een doelpunt van Julie Dufour werd de eerste wedstrijd met 3-3 gelijkgespeeld. In de return in Duitsland stuntte Paris FC door met 0-2 te winnen waardoor Bogaert en Paris FC zich plaatsten voor de groepsfase van de Champions League.  In deze groepsfase nam Paris FC het op tegen Chelsea FC, BK Häcken en Real Madrid. Met een 3de plaats als eindresultaat eindigde het Champions League avontuur van Paris FC.
Op 7 februari 2024 tekende Bogaert een nieuw contract dat haar tot medio 2027 aan de Parijzenaars verbindt.

## Statistieken
| Seizoen   | Club       | Land      | Competitie | Wedstrijden | Doelpunten |
| --------- | ---------- | --------- | ---------- | ----------- | ---------- |
| 2017-2022 | LOSC Lille | Frankrijk | Division 1 | 15          | 2          |
| 2022/23   | Paris FC   | Frankrijk | Division 1 | 3           | 0          |
| 2023/24   | Paris FC   | Frankrijk | Division 1 | 18          | 0          |
| 2024/25   | Paris FC   | Frankrijk | Division 1 | 21          | 0          |
| Totaal    | Totaal     | Totaal    | Totaal     | 57          | 2          |

Laatste update: 5 juni 2025

## Interlandcarrière
Bogaert maakte deel uit van de selectie van Frankrijk onder 20 voor het WK 2022 waarin Frankrijk werd uitgeschakeld door Japan onder 20 in de kwartfinale. Bogaert kwam alleen in actie in het tweede groepsduel tegen Canada, die met 3-1 gewonnen werd.
In oktober 2024 werd Bogaert voor het eerst opgeroepen voor de Franse seniorenploeg. In een vriendschappelijke wedstrijd tegen Zwitserland maakte ze haar debuut door in de basis te starten.
Bogaert werd opgenomen in de Franse selectie voor op het EK 2025 in Zwitserland.